# High Society
High Society (IPA: [haɪ̯ səˈsaɪ̯əti], anhörenⓘ; englisch für „hohe Gesellschaft“) bezeichnet die Personengruppe mit dem größten materiellen Reichtum und dem höchsten sozialen Status innerhalb einer Gesellschaft (vgl. dt.: „Oberschicht“/Elite). Der aus dem Französischen entlehnte Terminus Hautevolee (IPA: [[h]oːtvoˈleː], anhörenⓘ) ist ein oft spöttisch abwertendes Synonym für die englischsprachige Bezeichnung. Um die Wende zum 20. Jahrhundert wurde der Begriff noch ohne das ‚High‘ verwendet. So schrieb der Chefredakteur der New Yorker Staats-Zeitung Georg von Skal 1902: „Der Gedanke, daß diese ‚Society‘ eine Art von Aristokratie bildet, ist vollständig falsch.“ Es sei sogar hinderlich, als Mitglied der Society in der Politik Fuß zu fassen. Der Amerikaner habe „ein instinktives Angstgefühl vor dem Einfluß reicher Leute auf die Politik“.
High Snobiety (Mischung aus den englischen Begriffen High Society und Snob) ist eine negativ belegte Bezeichnung für die gleiche Personengruppe, die meist verwendet wird, um sich über die (empfundene) Einbildung oder Arroganz von Angehörigen der High Society zu beschweren oder lustig zu machen. Der Duden führt unter dem Begriff eine „Gruppe der Gesellschaft, die durch entsprechende snobistische Lebensführung Anspruch auf Zugehörigkeit zur High Society erhebt“. Der Begriff impliziert zudem einen gewissen Stolz, eben nicht zu besagter Oberschicht zu gehören. In diesem Sinne fand die Bezeichnung auch Verwendung im Markennamen des Streetwear-Blogs Highsnobiety.